# Искусственная почка

Искусственная почка шведской компании Gambro

Искусственная почка  — аппарат для временного замещения выделительной функции почек. Искусственную почку используют для освобождения крови от продуктов обмена, коррекции электролитно-водного и кислотно-щелочного балансов при острой и хронической почечной недостаточности, а также для выведения диализирующихся токсических веществ при отравлениях и избытка воды при отёках.
Основной задачей аппарата искусственной почки является очищение крови от различных токсичных веществ, в том числе продуктов метаболизма. При этом объём крови в пределе организма остаётся постоянным.
В настоящее время также ведутся работы по созданию искусственной почки биоинженерными методами.

## История создания
В 1913 американский учёный Джон Абель создал аппарат для гемодиализа, который явился прообразом искусственной почки.
В 1944 голландский учёный Вильям Колф впервые успешно применил на практике искусственную почку. Первым успешно оперированным пациентом была 67-летняя женщина, находившаяся в состоянии уремии. В период с 9 декабря 1983 по 9 февраля 1984 года на аппарате пробыл Генеральный секретарь ЦК КПСС Ю.В.Андропов (15.06.1911 - 9.02.1984)

### Имплантируемая искусственная почка
Первый аппарат имплантируемой искусственной почки был протестирован в лабораторных условиях в 2004 году учёным Чарльзом Дженнингсом, тогда же был направлен запрос на регистрацию в Патентное бюро. Патент № US7083653 B2 был зарегистрирован в патентном бюро США в 2006 году.
В июле 2013 года мистер Дженнингс возобновил работу над своим проектом.
В 2010 году в США был разработан имплантируемый в организм больного гемодиализный аппарат. Аппарат, разработанный в Калифорнийском университете в Сан-Франциско, имеет размеры, в целом соответствующие размеру человеческой почки. Имплантат, помимо традиционной системы микрофильтров, содержит биореактор с культурой клеток почечных канальцев, способных выполнять метаболические функции почки.
Прибор не требует энергообеспечения и работает за счёт давления крови пациента. Данный биореактор имитирует принцип работы почки за счёт того, что культура клеток почечных канальцев находится на полимерном носителе и обеспечивает обратную реабсорбцию воды и полезных веществ, так же, как это происходит в норме. Это позволяет значительно повысить эффективность диализа и даже полностью отказаться от необходимости трансплантации донорской почки.

### Биоинженерная почка
В 2013 году группа американских учёных из Центра регенеративной медицины при общей больнице Массачусетса, возглавляемая Харальдом Отто, объявила о создании искусственной почки биоинженерным методом. Для создания почки использовался орган мёртвой крысы, из которого при помощи специальных растворов вымывались клетки и оставлялся каркас, состоящий из соединительной ткани. Для создания кровеносных сосудов и фильтрующих клеток почки в каркас помещались клетки, полученные от зародыша крысы. Исследование показало, что полученный таким образом искусственный орган функционировал и был способен фильтровать кровь и производить мочу, как вне тела, так и будучи имплантированным животному. Однако он работал значительно хуже, чем нормальная почка. Предположительно это связано с тем, что клетки были получены от незрелого организма. Аналогичным образом учёные также создали искусственную почку свиньи и человека, и надеются, что в будущем станет возможно создание функционального органа из собственных клеток пациента.